# USS LST-842
O USS LST-842 foi um navio de guerra norte-americano da classe LST que operou durante a Segunda Guerra Mundial.